# And Loving You
And Loving You är den amerikanske folksångaren Tom Paxtons tjugonde studioalbum, utgivet 1986. Albumet är producerat av Bob Gibson och gavs ut på skivbolaget Flying Fish Records.

## Låtlista
Förutom där annat anges är samtliga låtar skrivna av Tom Paxton
1. "And Lovin' You" (Tom Paxton/Bob Gibson)
2. "Every Time"
3. "Bad Old Days"
4. "Panhandle Wind"
5. "When We Were Good"
6. "All Coming Together"
7. "The Last Hobo"
8. "Nothing But Time"
9. "Home to Me"
10. "Love Changes the World"
11. "The Missing You"
12. "You Are Love"